# جوزيف لونش (منافس ألعاب قوى)
جوزيف لونش (بالإنجليزية: Joseph Lynch)‏ هو منافس ألعاب قوى أسترالي، ولد في 22 أبريل 1878 في سيدني في أستراليا، وتوفي بنفس المكان في 10 مارس 1952 بسبب حادث مرور.

## وصلات خارجية
- جوزيف لونش على موقع النتائج التاريخية لألعاب القوى الأسترالية (الإنجليزية)
- جوزيف لونش على موقع أوليمبيديا (الإنجليزية)
- جوزيف لونش على موقع اللجنة الأولمبية الأسترالية (الإنجليزية)